# Československá hokejová liga 1965/1966
23. ročník československé hokejové ligy 1965/66 se hrál pod názvem I. liga.

## Herní systém
10 účastníků hrálo v jedné skupině čtyřkolově systémem každý s každým. Poslední mužstvo sestoupilo.

## Pořadí
| Poř. | Tým                     | Zápasy | Výhry | Remízy | Porážky | Skóre   | Body |
| ---- | ----------------------- | ------ | ----- | ------ | ------- | ------- | ---- |
| 1.   | ZKL Brno                | 36     | 25    | 6      | 5       | 203:92  | 56   |
| 2.   | Dukla Jihlava           | 36     | 26    | 4      | 6       | 197:94  | 56   |
| 3.   | Slovan CHZJD Bratislava | 36     | 23    | 6      | 7       | 191:122 | 52   |
| 4.   | Sparta ČKD Praha        | 36     | 18    | 7      | 11      | 144:121 | 43   |
| 5.   | Tesla Pardubice         | 36     | 18    | 4      | 14      | 174:145 | 40   |
| 6.   | SONP Kladno             | 36     | 12    | 3      | 21      | 145:187 | 27   |
| 7.   | Dukla Košice            | 36     | 9     | 8      | 19      | 105:134 | 26   |
| 8.   | TJ Gottwaldov           | 36     | 9     | 4      | 23      | 111:189 | 22   |
| 9.   | CHZ Litvínov            | 36     | 9     | 2      | 25      | 104:198 | 20   |
| 10.  | Spartak LZ Plzeň        | 36     | 6     | 6      | 24      | 88:180  | 18   |

## Nejlepší střelci
- Jan Klapáč (Dukla Jihlava) – 41 gólů
- Václav Nedomanský (Slovan CHZJD Bratislava) – 39 gólů
- Jozef Golonka (Slovan CHZJD Bratislava) – 36 gólů
- Josef Černý (ZKL Brno) – 34 gólů
- Jaroslav Holík (HC Dukla Jihlava) – 29 gólů
- Milan Kokš (Tesla Pardubice) – 29 gólů
- Zdeněk Špaček (Tesla Pardubice) – 29 gólů
- Ján Starší (Slovan CHZJD Bratislava) – 28 gólů
- Josef Cvach (Sparta ČKD Praha) – 27 gólů
- Jiří Dolana (Tesla Pardubice) – 27 gólů

## Soupisky mužstev

### ZKL Brno
Josef Dvořák (1/1,00/-),
Vladimír Nadrchal (30/2,40/90,8),
Jaromír Přecechtěl (7/2,71/85,0) –
Břetislav Kocourek (21/4/5/-),
František Mašlaň (33/4/5/-),
Jaromír Meixner (34/12/16/-),
Ladislav Olejník (33/5/6/-),
Rudolf Potsch (23/6/9/-) –
Josef Barta (33/12/6/-),
Vlastimil Bubník (35/18/13/-),
Josef Černý (34/34/13/-),
Bronislav Danda (14/2/1/-),
Richard Farda (34/13/7/-),
Jaroslav Jiřík (35/26/13/-),
Zdeněk Kepák (36/20/10/-),
Rudolf Scheuer (18/8/4/-),
Karel Skopal (28/8/5/-),
František Ševčík (36/16/8/-),
František Vaněk (11/5/3/-),
Ivo Winkler (25/9/5/-) –
trenér Vladimír Bouzek

### SONP Kladno
Miroslav Termer (24/4,07/89,2/0/0),
Zdeněk Vojta (17/6,95/81,2/0/2) –
Stanislav Bacílek (13/5/1/2),
František Duba (10/0/1/8),
Antonín Fryč (15/0/2/10),
Emilián Náprstek (27/5/1/30),
František Pospíšil (36/8/6/38),
Adolf Stach (33/6/4/38),
Jaroslav Vinš (10/3/0/2) –
Jiří Bastl (18/4/3/10),
Lubomír Bauer (2/0/0/0),
Zdeněk Hrabě (36/13/4/30),
Jindřich Karas (36/11/15/39),
Jaroslav Kofent (32/6/4/12),
Jindřich Lidický (29/19/9/34),
Vladimír Markup (34/8/5/12),
Milan Michalička (31/8/6/4),
Jiří Šaloun (30/3/3/4),
František Šebek (3/0/0/4),
Leoš Šubr (23/5/4/10),
Josef Vimmer (36/27/9/20),
Jaroslav Volf (26/14/5/4) –
trenéři František Novotný (do 29. 10. 1965) a Stanislav Bacílek (od 30. 10. 1965)

### TJ Gottwaldov
Jaromír Přecechtěl (8/6,37/84,0/-),
Jiří Trup (15/4,91/86,15/-),
František Vyoral (20/2,60/85,7/-) -
Jiří Hedbávný (25/2/1/2),
Jaroslav Heller (27/2/5/18),
Jozef Homolka (1/0/0/0),
Bohumil Kožela (30/1/6/4),
Zdeněk Landa (31/1/4/12),
Zdeněk Poláček (27/2/0/14) -
Jiří Baumruk (34/12/2/4),
Petr Bavor (36/19/7/20),
Karel Heim (35/11/9/8),
Petr Kašťák (35/14/6/6),
Miloš Klíma (32/7/6/12),
Josef Kožela (22/4/5/6),
Ladislav Maršík (35/10/8/16),
Jiří Poláček (34/12/7/12),
František Schwach (17/2/2/4),
Jaroslav Stuchlík (10/0/1/8),
Karel Trtílek (33/12/3/6),
Pavel Všianský (6/1/0/0),
Matouš Vykoukal (7/0/0/2)

### CHZ Litvínov
Josef Bruk (6/2,83/-/-),
Josef Procházka (13/-/-/-),
Vladimír Šrámek (29/4,31/-/-) -
František Dům (30/4/2/-),
Vladimír Kýhos (27/2/3/-),
Tibor Mekyňa (25/1/2/-),
Jaroslav Piskač (32/4/3/-),
Kamil Svojše (14/0/1/-), -
Josef Beránek (26/8/3/-),
Vladimír Čechura  (5/1/0/-),
Jan Hroch (25/5/5/-),
Jaromír Hudec (32/11/3/-),
Ivan Kalina (31/4/4/-),
Oldřich Kašťák (19/3/2/-),
Jaroslav Mareš (6/1/1/-),
Karel Marx (3/0/-/-),
Petr Mokrý (16/2/1/-),
Jaroslav Pokorný (30/7/-/-),
Milan Rauer (7/3/1/-),
Petr Staňkovský (3/1/0/-),
Ladislav Štěrba (32/10/6/-),
Rostislav Štrubl (34/5/9/-),
Josef Ulrych (31/15/3/-),
Zdeněk Zíma (31/16/6/-)

## Kvalifikace o 1. ligu
| Poř. | Tým                    | Zápasy | Výhry | Remízy | Porážky | Skóre | Body |
| ---- | ---------------------- | ------ | ----- | ------ | ------- | ----- | ---- |
| 1.   | VŽKG Ostrava           | 6      | 5     | 1      | 0       | 35:16 | 11   |
| 2.   | VTŽ Chomutov           | 6      | 3     | 1      | 2       | 28:11 | 7    |
| 3.   | Spartak Motorlet Praha | 6      | 2     | 0      | 4       | 21:38 | 4    |
| 4.   | Dukla Trenčín          | 6      | 1     | 0      | 5       | 15:34 | 2    |

## Zajímavosti
- Poprvé se zveřejňovalo pořadí kanadského bodování (průběžně v časopise Lední hokej - bruslení).[15]

## Rozhodčí

### Hlavní
- všichni  Michal Bucala • Otto Czerný • Emil Fábry • Viktor Hollý • Ján Liška
- všichni  Quido Adamec • Oldřich Bartík • Oldřich Bartošek • Rudolf Baťa • Richard Hajný • Vladislav Karas • Josef Moravec • Dušan Navrátil • Josef Neckář • Jan Pažout • Rudolf Prejza • František Planka • Miloš Pláteník • Vojtěch Pochop • Zdeněk Rohs • Karel Svítil • Karel Svoboda • Jan Špalek • Miloslav Toufar • Jaroslav Trnka • Jaroslav Vojpich